# Roger S. Baum
 (octobre 2013).
Si vous disposez d'ouvrages ou d'articles de référence ou si vous connaissez des sites web de qualité traitant du thème abordé ici, merci de compléter l'article en donnant les références utiles à sa vérifiabilité et en les liant à la section « Notes et références ».
Pour les articles homonymes, voir Baum.
Roger Stanton Baum, né en 1938, est un banquier par formation et un auteur de livres pour enfants. 

## Biographie
Il est l'arrière-petit-fils de L. Frank Baum l'auteur de la première série de romans sur le pays d'Oz. Il est aussi le petit-fils de Frank Joslyn Baum, qui publia The Laughing Dragon of Oz en 1935. Baum publia à son tour sous le nom de Roger S. Baum des livres de jeunesse, principalement portant sur le même thème. 
Il avait aussi écrit des histoires courtes, Long Ears et Tailspin, avant d'être contacté par l'International Wizard of Oz Club en 1987 pour écrire des romans sur Oz. Le succès de ses livres lui permit de quitter son travail de banquier en 1990 pour se consacrer pleinement à l'écriture.
Baum résida à Los Angeles et Las Vegas ; il vit actuellement à Branson, dans le Missouri. 